# Пак Йон Гюн
Пак Йон Гюн (кор. 박영균; нар. 16 серпня 1967, Сеул) — південнокорейський професійний боксер, чемпіон світу за версією WBA в напівлегкій вазі (1991—1993).

## Професіональна кар'єра
Пак Йон Гюн дебютував на профірингу 1986 року. Усі бої провів у Південній Кореї. Завоював звання чемпіона Південної Кореї спочатку в другій легшій вазі, а пізніше — в напівлегкій.
30 березня 1991 року зустрівся в бою з багаторічним чемпіоном світу за версією WBA в напівлегкій вазі Антоніо Еспаррагоса (Венесуела) і здобув перемогу одностайним рішенням суддів. В другому захисті титулу 14 вересня 1991 року зустрівся в бою з іншим венесуельцем Елоєм Рохасом і переміг його одностайним рішенням. Провівши після цього поєдинку ще шість успішних захистів, 4 грудня 1993 року зустрівся в бою з Рохасом вдруге і програв розділеним рішенням, втративши звання чемпіона. 1994 року здобув дві перемоги, а 27 травня 1995 року вийшов на бій за звання чемпіона WBA проти Елоя Рохаса втретє і знов програв розділеним рішенням, після чого завершив кар'єру.